# Église Saint-Cyr-et-Sainte-Julitte de La Pannonie
Pour les articles homonymes, voir église Saint-Cyr-et-Sainte-Julitte.
L'église Saint-Cyr-et-Sainte-Julitte est une église catholique paroissiale, proche du château de La Pannonie, située à Couzou, en France. Elle est dédiée à saint Cyr de Tarse et à sa mère sainte Juliette de Césarée.

## Localisation
L'église Saint-Cyr-et-Sainte-Julitte est située dans le département français du Lot, sur la place centrale du hameau de La Pannonie, dépendant de la commune de Couzou.

## Historique
L'église Saint-Cyr d'Alzou était l'église paroissiale des habitants de La Pannonie. Ceux-ci se plaignant de son éloignement, Jean Magdelon de La Grange dépensa 1 500 livres pour faire bâtir une nouvelle église près du château dans le deuxième quart du XVIIe siècle. Il est mort criblé de dettes en 1655.  Son fils Jean de La Grange, seigneur de La Pannonie, eut tous ses biens saisis le 13 septembre 1656. 
Le 21 mars 1685, la Pannonie devient la propriété de Pierre-Antoine Vidal de Lapize, originaire de Lunegarde. Il en prend possession en 1687.  

Au cours du XVIIIe siècle, profitant d'un vaste chantier de reconstruction du château, l'église fut dotée d'un nouveau clocher et d'un retable de bois doré.

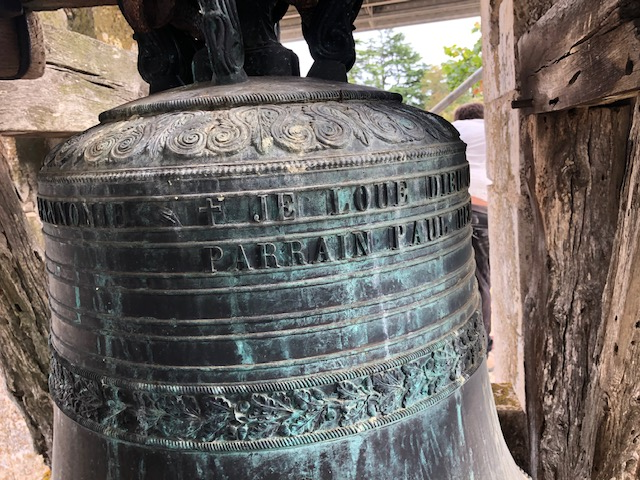
Cloche de l'église de La Pannonie (1872).

L'église est agrandie (parallèlement à de nouveaux embellissements du château) par Marie Louis Charles Vidal de Lapize au milieu du XIXe siècle avec l'adjonction d'un nouveau chœur et de chapelles latérales. La sacristie porte la date de 1864. 
Lors de la séparation de l’Église et de l’État en 1905, les propriétaires du château achetèrent l'église. Ils l'ont léguée en 1981 à l'Association culturelle pour la préservation de l'église de la Pannonie, qui en assure depuis l'entretien et la conservation. 

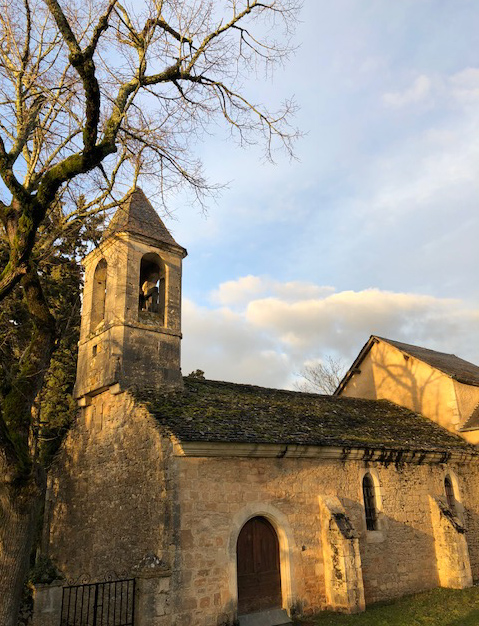
Clocher et nef.

L'édifice a été inscrit au titre des monuments historiques le 27 décembre 2012.

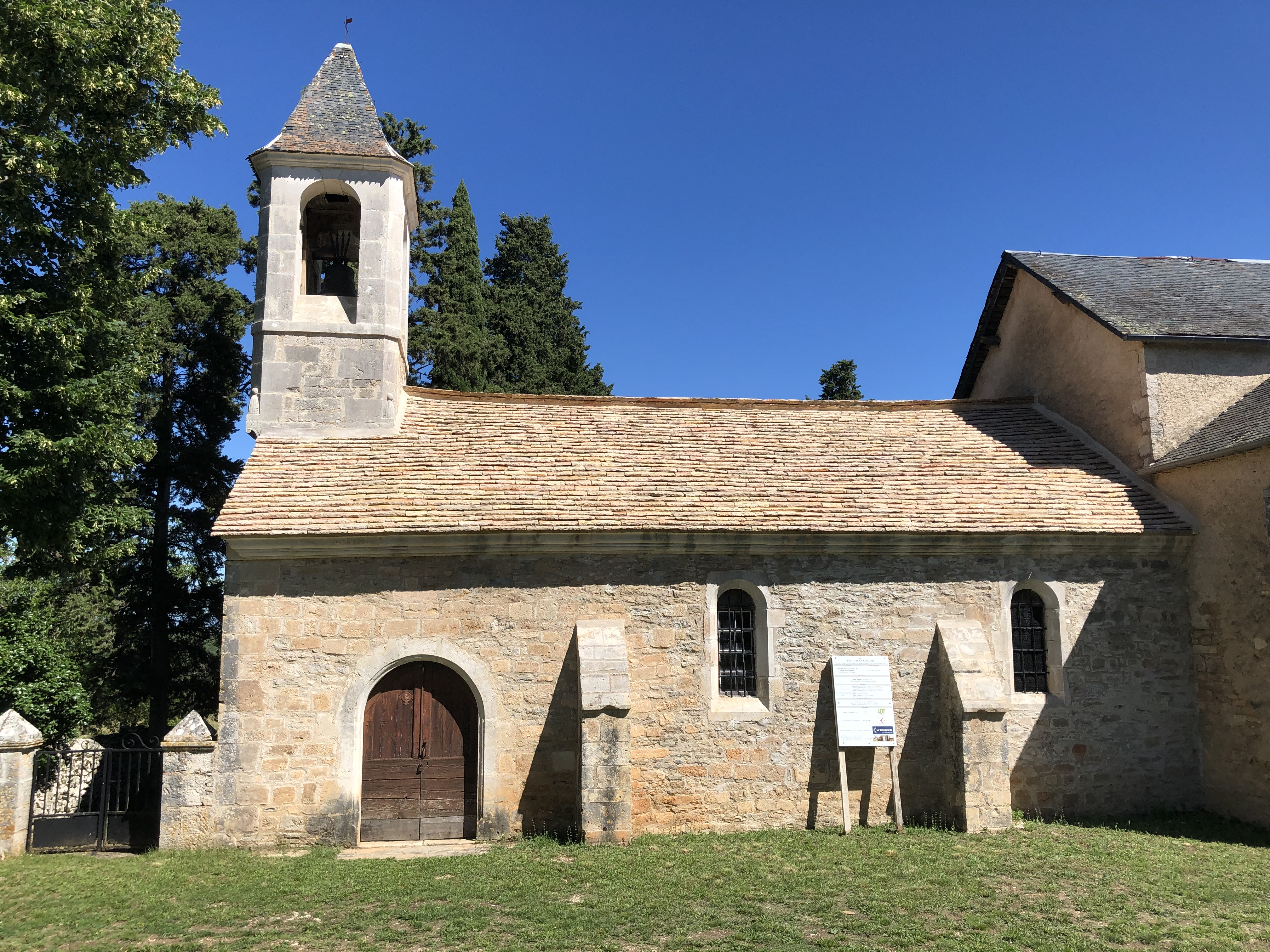
Réfection du toit de lauzes de l'église de La Pannonie (2020).

## Description
L'église est caractéristique du patrimoine quercinois, avec ses murs en moellons de pierre du causse. Le sol est en dallage de pierre, sauf le chœur et l'une des chapelles latérales (carreaux de ciments). 
La couverture de l'église dans sa partie la plus ancienne (nef et clocher) est un ouvrage remarquable, rare dans cette partie du Quercy : le toit de la nef ne comporte pas de charpente, la pierre recouvre la voûte pour donner à l’ensemble un profil en forme de carène de vaisseau. 
Malheureusement, le temps avait fortement endommagé les lauzes de couverture qui n'assuraient plus l'étanchéité, et un programme de restauration a été lancé faisant appel aux dons du public. La première tranche de travaux a démarré en septembre 2019 (réfection du clocher et de la couverture traditionnelle en lauzes de la nef) et s'est achevé en 2020.
La décoration intérieure comporte un chemin de croix, un retable et trois autels, un bénitier en pierre, des fonts baptismaux et quelques statues. Sur un mur figure une plaque monument aux morts.
Le clocher est doté d'une cloche massive fondue en 1872, baptisée "Félicie". Sa marraine a été Marie Thérèse de la Pannonie, son parrain Paul Bergougnoux, de Cavagnac, dont les noms figurent sur la robe de la cloche. Outre cette dédicace, y figure la mention : "Je loue Dieu, j'invoque la Vierge Marie", le nom du fondeur aveyronnais et la date, 1872.

## Le cimetière

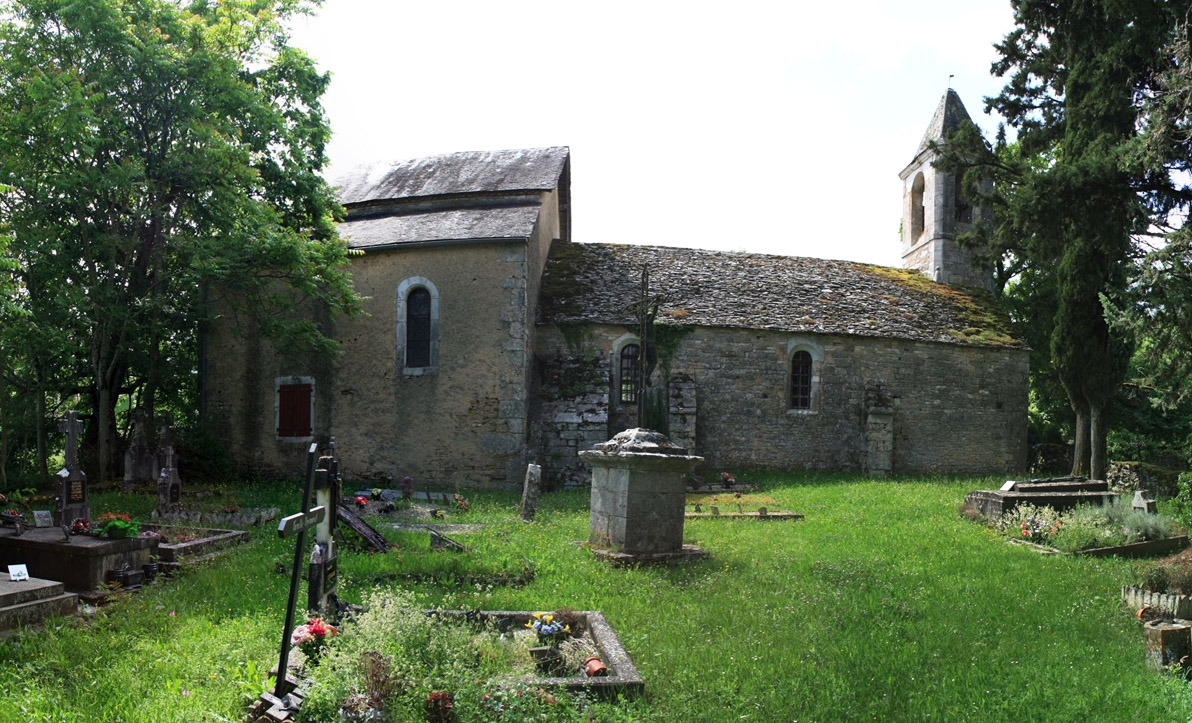
Cimetière de La Pannonie.

Attenant à l'église, le cimetière paroissial compte une trentaine de tombes, de familles des hameaux environnants (Couzou, Gibert, Lauzou, Cavagnac, Roques, Les Aspes...).

## Registres paroissiaux
Les registres paroissiaux de La Pannonie ont été conservés (avec quelques lacunes) sur la période 1724-1799 et sont conservés aux archives départementales de Cahors.

## Curés de la paroisse
- Jean PELAPRAT (de 1724 à 1772)
- Jean-François de VIDAL de LAPIZE (1772-1773)
- Barthélémy SOLINHAC (de 1774 à 1791)
- Louis POULVERIERES (avant 1841)
- Antoine POULVERIERES (avant 1877)
- Baptiste DALBIN (après 1886)
- Marie Jean LAGANNE (vers 1891 avant 1906)
- Ludovic BARRES (après 1906-avant 1911)
- Julien MAGAL (vers 1911 - avant 1926)

À partir des environs de 1926, il ne semble plus y avoir de curé à demeure à la Pannonie.

## Monument aux morts 1914-1918

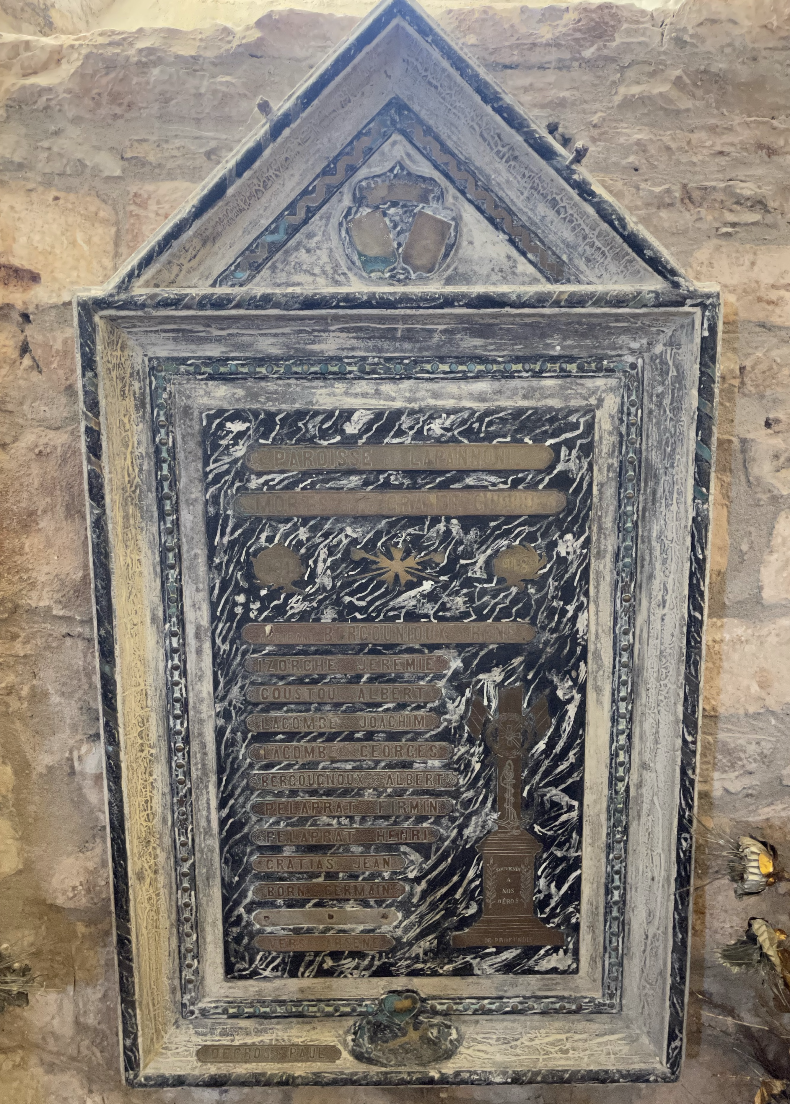
Plaque commémorative - morts pour la France de la paroisse de la Pannonie

Une plaque commémorative a été apposée sur le mur intérieur de l'église près de la porte d'entrée. Y figurent les soldats de la paroisse (tous originaires des villages alentour) tués pendant la 1ère guerre mondiale [les dates ne figurent pas sur la stèle] :
- Aspirant René BERGOUGNOUX (1895-1918)
- Jérémie IZORCHE (1896-1918)
- Albert COUSTOU (1885-1915)
- Joachim LACOMBE (1889-1914)
- Georges LACOMBE (1878-1916)
- Albert BERGOUGNOUX (1891-1914)
- Firmin PELAPRAT
- Henri PELAPRAT (1896-1918)
- Jean GRATIAS (1886-1914)
- Germain BORN (1886-1914)
- Arsène VERS (1896-1918)
- Paulin DECROS (1882-1914)